# Sturmführer
Sturmführer was een paramilitaire rang van de Duitse nazipartij die vanaf 1925 gebruikt werd als titel in de Sturmabteilung (SA). In 1928 werd het daadwerkelijk een rang. Het woord betekent: "aanvalsleider". De oorsprong van de rang dateert uit de Eerste Wereldoorlog, toen de titel gebruikt werd door leiders van de Duitse stoottroepen en speciale actiecompagnieën.
De Sturmführer was in 1930 de laagste officiersrang, die door verschillende nazistische paramilitaire organisaties gebruikt werd. De titel werd tot 1934 ook gebruikt door de SS die, na de Nacht van de Lange Messen, de rang hernoemde in Untersturmführer; het equivalent van een tweede luitenant in het Nederlandse leger.
Andere varianten van de Sturmführer waren Obersturmführer en Hauptsturmführer, deze rangen komen overeen met die van eerste luitenant en kapitein.